# Nathan Hines
Pour les articles homonymes, voir Hines.

a Compétitions nationales et continentales officielles uniquement.

b Matchs officiels uniquement.
Dernière mise à jour le 4 avril 2017.
Nathan John Hines, né le 29 novembre 1976 à Wagga Wagga (État de Nouvelle-Galles du Sud, Australie), est un joueur international écossais de rugby à XV jouant au poste de deuxième ligne.
Il joue avec l'équipe d'Écosse entre 2000 et 2011.

## Biographie

### Carrière en club
Vainqueur en 2009 du bouclier de Brennus avec l'USAP puis en 2011 de la Coupe d'Europe avec le Leinster, Nathan Hines signe pour la saison 2011/2012  à l'ASM Clermont Auvergne pour une saison (+ une optionnelle) avant de prolonger l'aventure d'une saison supplémentaire en décembre 2012, soit jusqu'à la fin de la saison 2013/2014. Après trois saisons bien remplies avec le club Auvergnat le guerrier écossais, véritable globe-trotter du rugby européen, se lance un dernier challenge en s'engageant à l'âge de 37 ans pour deux saisons avec le club anglais de Sale. Mais il prend finalement sa retraite à la fin de la saison 2014/2015.

### Carrière internationale
Il a obtenu sa première cape internationale le 1er juillet 2000 à l'occasion d'un match contre l'équipe de Nouvelle-Zélande à Auckland, et sa dernière cape le 1er octobre 2011 contre l'équipe d'Angleterre, également à Auckland.

### Carrière d'entraîneur

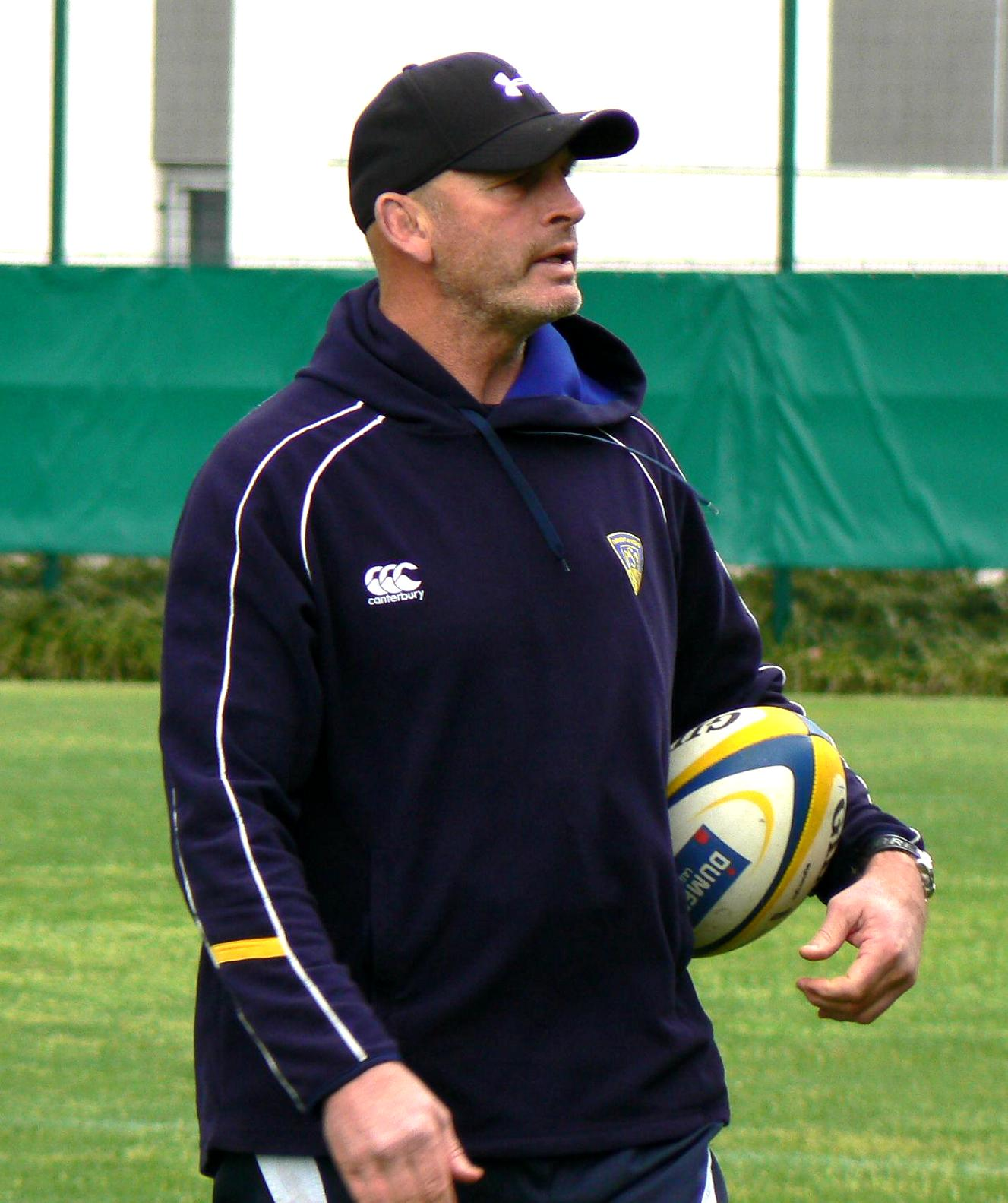
Nathan Hines est entraîné par Vern Cotter de 2011 à 2014 à Clermont, avant de devenir son adjoint avec l'Écosse puis à Montpellier.

En 2015, Nathan Hines annonce sa retraite et signe un contrat de 2 ans avec la fédération écossaise, il intègre le staff du XV du Chardon. En juin 2017, il rejoint Vern Cotter au Montpellier Hérault rugby pour s'occuper de la préparation et de l'entrainement des avants.

## Bilan en tant qu'entraîneur
| Saison      | Club           | Division | Poste  | Classement                | Coupe d'Europe   | Challenge Européen |
| ----------- | -------------- | -------- | ------ | ------------------------- | ---------------- | ------------------ |
| 2017 - 2018 | Montpellier HR | Top 14   | Avants | 1er, défaite en finale    | Éliminé en poule | -                  |
| 2018 - 2019 | Montpellier HR | Top 14   | Avants | 6e, éliminé en barrage    | Éliminé en poule | -                  |
| 2019 - 2020 | Montpellier HR | Top 14   | Avants | 8e (arrêt du championnat) | Éliminé en poule | -                  |

## Palmarès

### En club
- Champion de France en 2009 avec l'USA Perpignan
- Champion d'Europe en 2011 avec le Leinster
- Vice-champion d'Europe en 2013 avec l'ASM Clermont Auvergne

### En sélection nationale
- 77 sélections (51 fois titulaire, 26 fois remplaçant)
- 10 points (2 essais)
- Sélections par années : 1 en 2000, 5 en 2002, 12 en 2003, 8 en 2004, 5 en 2005, 7 en 2006, 10 en 2007, 8 en 2008, 5 en 2009, 6 en 2010, 10 en 2011
- Tournois des Six Nations disputés : 2003, 2004, 2005, 2006, 2007, 2008, 2009, 2010, 2011

En Coupe du monde :
- 2003 : 4 sélections (États-Unis, France, Fidji, Australie)
- 2007 : 4 sélections (Portugal, Roumanie, Italie, Argentine)
- 2011 : 4 sélections (Roumanie, Géorgie, Argentine, Angleterre)